# Sailor Ninja - Time and Space - 2
Sailor Ninja - Time and Space - 2 (「セーラー忍者」時空戦遊録 - 2) es una película japonesa, del 24 de octubre de 2008, producida por Zen Pictures. Es una película del género tokusatsu, de acción y aventuras, con artes marciales, dirigido por Koji Kusumoto, y protagonizada por Ayumi Onodera, Asami Sugiura y Yui Akamatsu. La película Posee una primera parte (Sailor Ninja - Time and Space - 1).
El idioma es en japonés, pero también está disponible con subtítulos en inglés, en DVD o descargable por internet.

## Argumento
Guldo y sus espectros buscan a Kirisa y Mio, y ellas se han estado entrenando y coordinando sus habilidades para luchar contra los espectros. Guldo trata de contactar con Yoshimura, que es el inventor de la máquina del tiempo, para pedirle más espectros del futuro.
Mio es sorprendida y atrapada por los espectros, pero logra escapar y reunirse de nuevo con Kirisa. Mientras, Guldo ya ha conseguido un nuevo rival para Kirisa y Mio, se trata de un espectro llamado Kayoko, que viene del futuro.